# Jamno (Koszalin)
Jamno (deutsch Jamund) ist ein Stadtteil der kreisfreien Stadt Koszalin (Köslin) in der polnischen Woiwodschaft Westpommern.

## Geographische Lage
Der Ort liegt in Hinterpommern südlich des Jamunder Sees (Jamno), eines Strandsees der Ostsee. Etwa fünf  Kilometer südlich des Ortes liegt die Stadtmitte von Köslin, etwa sechs  Kilometer südöstlich der Gollenberg (Góra Chełmska).

## Geschichte

Jamund nördlich der Stadt Köslin auf einer Landkarte von 1910

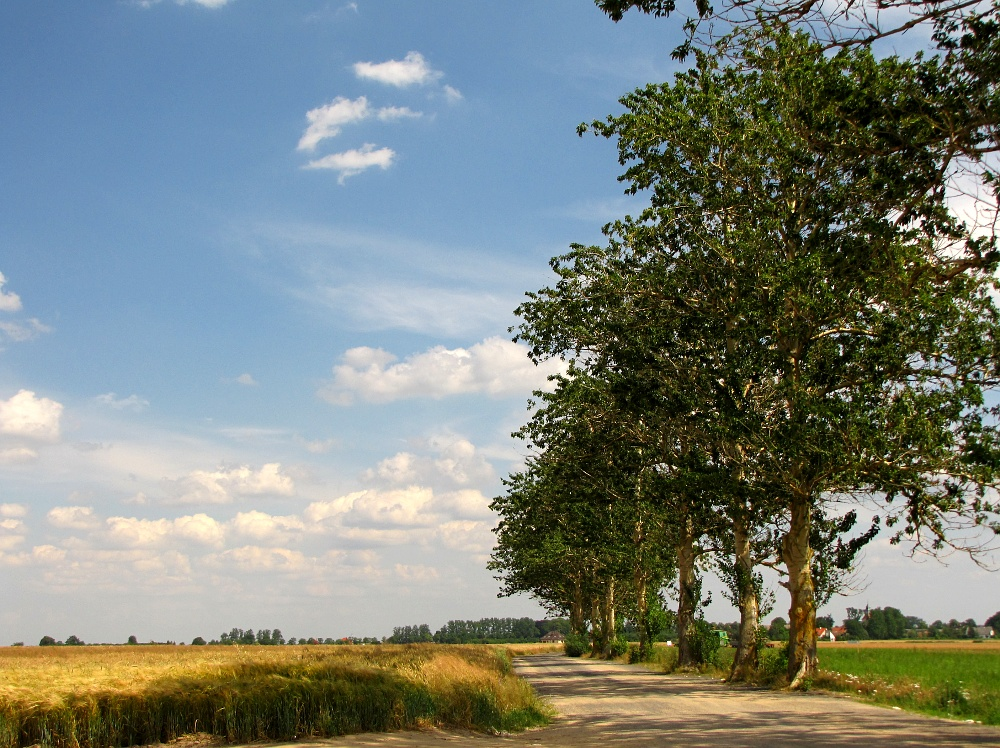
Landstraße bei Jamund

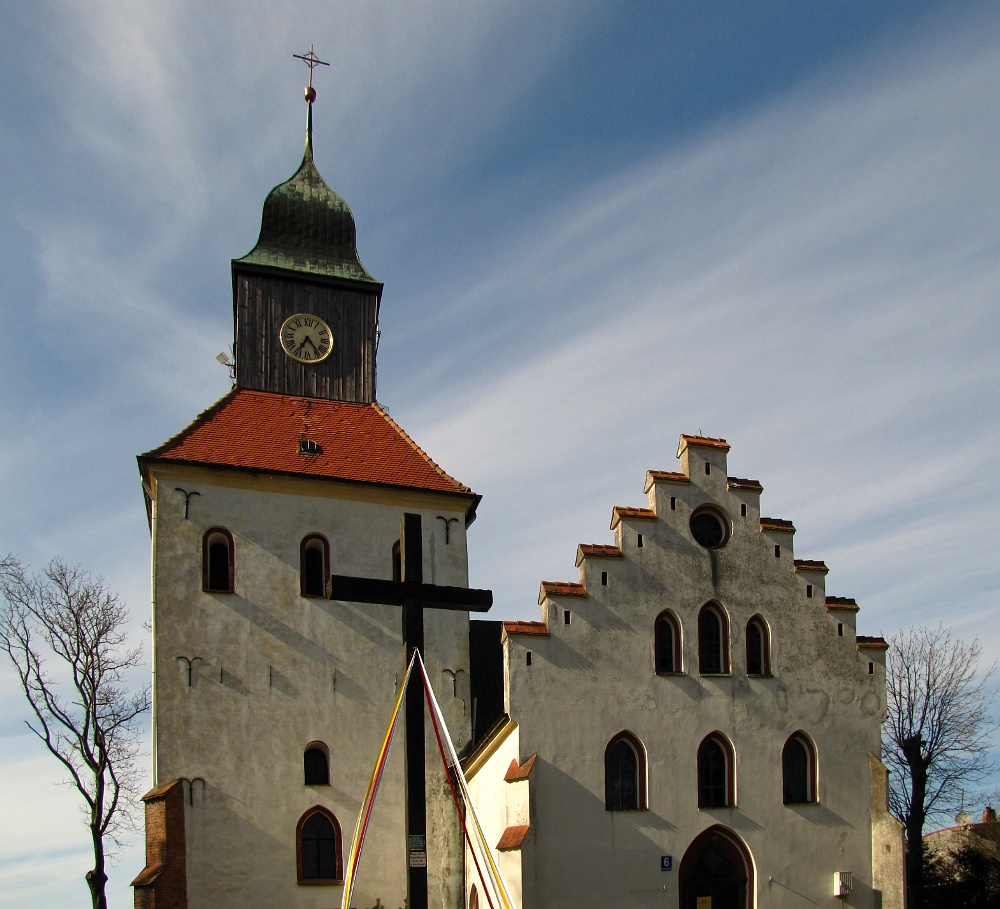
Dorfkirche (bis 1945 evangelisch, Aufnahme von 2010)

Die erste Erwähnung von Jamund stammt aus dem Jahre 1278, als Hermann von Gleichen, Bischof von Cammin, das Dorf dem neugegründeten Zisterzienserinnenkloster in Köslin überwies. 1331 übergab Bischof Friedrich von Eickstedt das Dorf der Stadt Köslin; es wurde eines der Stadteigentumsdörfer.
1713 wurden 24 Bauernstellen und elf Kossätenstellen gezählt. 1889 wurde eine Hälfte des Dorfes bei einem Brand zerstört. Zwei weitere Brände, einer nach dem Ersten Weltkrieg und einer 1932, richteten ebenfalls großen Schaden an.
Bis 1945 war Jamund ein „volkskundliches Rückzugsgebiet, in dem sich Bestandteile und Zeugnisse älterer bäuerlicher Kultur erhalten hatten“.
Vor 1945 bildete Jamund eine Gemeinde im Landkreis Köslin der preußischen Provinz Pommern.
Gegen Ende des Zweiten Weltkriegs wurde die Region um Jamund von der Roten Armee besetzt. Nach Kriegsende wurde Jamund, wie ganz Hinterpommern, unter polnische Verwaltung gestellt. Es begann die Zuwanderung von Polen und Ukrainern, die anfangs vorwiegend aus den an die Sowjetunion gefallenen Gebieten östlich der Curzon-Linie kamen. Jamund  erhielt den neuen polnischen Namen Jamno. In der Folgezeit wurden die deutschen Einwohner von der örtlichen polnischen Verwaltungsbehörde aus Jamund vertrieben.

### Bevölkerungsentwicklung
| Jahr | Einwohner | Anmerkungen                                   |
| ---- | --------- | --------------------------------------------- |
| 1864 | 725       | [ 2 ]                                         |
| 1925 | 754       | darunter 743 Evangelische und zwei Katholiken |
| 1933 | 711       | [ 4 ]                                         |
| 1939 | 758       | [ 4 ]                                         |

## Kirche
Die ältesten Teile des Kirchengebäudes stammen aus dem 14. Jahrhundert. Das Kirchengebäude ist später vielfach umgebaut worden, so wurde im 19. Jahrhundert das Kirchenschiff an der Nordseite erweitert. Im 18. Jahrhundert verfügte die Kirche über eine Bibliothek und offenbar auch über eine Naturaliensammlung.
In der Sakristei befanden sich eine vergoldete Monstranz und ein Ziborium, die wohl aus der während der Reformation aufgehobenen Marienkapelle auf dem Gollen stammten.

## Persönlichkeiten: Söhne und Töchter des Ortes
- Johann Christian Ludwig Haken (1767–1835), deutscher evangelischer Pfarrer und Schriftsteller, Begründer der Pommerschen Provinzialblätter
- Wilhelm Kirchhoff (1800–1861), deutscher Jurist, Dichter und langjähriger Bürgermeister der vorpommerschen Stadt Grimmen